# Marzban
Marzban (mittelpersisch mlcpʾn' marz(o)bān, abgeleitet aus den Wörtern marz für Grenze oder Gemarkung und dem Suffix -bān für Beschützer) waren eine Klasse von „Markgrafen“ oder militärischen Befehlshabern, die für die Grenzprovinzen des persischen Sassanidenreiches im Zeitraum vom 3. bis zum 7. Jahrhundert zuständig waren.
Den Marzbans wurde die Verwaltung der Grenzprovinzen aufgetragen. Sie waren somit unter anderem für die Sicherheit der Handelsrouten und die Bekämpfung von einfallenden Feinden (Kuschana sowie Iranische Hunnen im Osten und Oströmer im Westen) verantwortlich.
Es ist nur relativ wenig über die Funktion des Marzbans bekannt. Diese Amtsträger scheinen aber eher regionale Aufgaben gehabt zu haben (neben den militärischen wohl auch zivile), während ein Spahbod über überregionale militärische Kompetenzen verfügte, besonders nachdem Chosrau I. das Reich in vier Militärdistrikte unterteilt hatte. Die dünne und teils widersprüchliche Quellenlage erlaubt nur ungefähre Kompetenzabgrenzungen.
Zudem scheint es Spezialfälle gegeben zu haben. So wird in den Quellen neben dem Spahbod und dem Marzban unter anderem ein Amtsträger mit dem Titel Paygospan erwähnt, teils sind die genauen Abgrenzungen nur schwer erkennbar. Der Befehlshaber der zentralasiatischen Provinz Abarschahr an der Nordostgrenze zur Steppe wiederum trug den Titel kanārang. Dieser ist möglicherweise (wie einige andere Titel im Sassanidenreich) innerhalb einer Familie erblich gewesen, die in den Quellen als Kanārangiyān erwähnt wird.